# Dommerskanaal
Het Dommerskanaal een kanaal in de Nederlandse provincie Drenthe dat in 1861 werd aangelegd in opdracht van Drentsche Landontginnings Maatschappij (DLM) om het veen te ontsluiten om zodoende een vlotte afvoer van veen mogelijk te maken.
Het kanaal is vernoemd naar Lodewijk Bernardus Johannes Dommers, administrateur en zaakwaarnemer van de DLM. Zijn woning La Paix staat haaks op de plek waar het kanaal zijn oorsprong vindt vanuit het Stieltjeskanaal.
Het kanaal is bevaarbaar tot Amsterdamscheveld, daarna is het te smal en ondiep voor scheepvaart. Nabij Weiteveen loopt het kanaal dood.